# Friedenskirche (Leipzig)

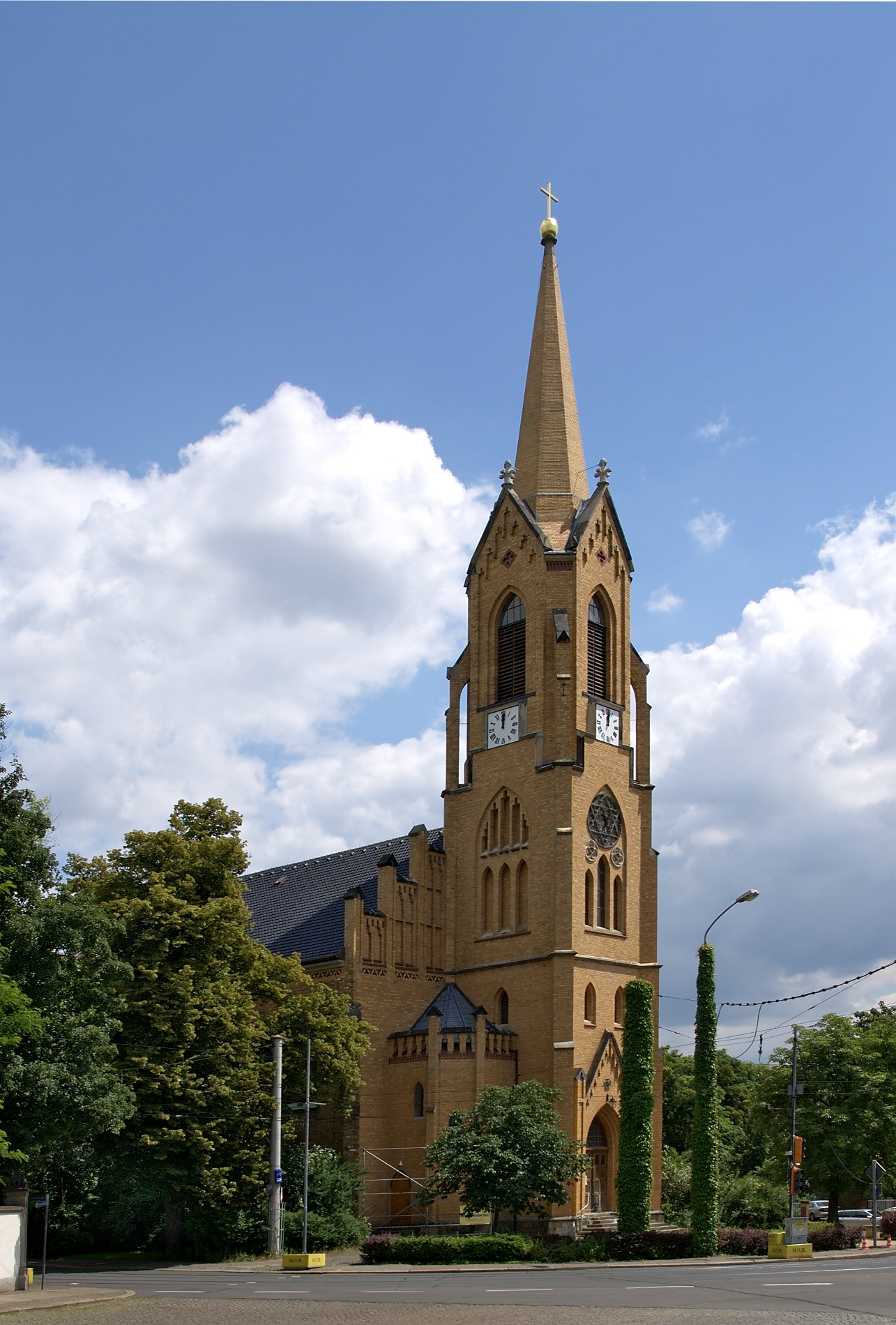
Friedenskirche in Leipzig-Gohlis, Foto von 2010

Die Friedenskirche – seit 2016 auch als Paxkirche bekannt –, eine evangelische Kirche in Leipzigs Stadtteil Gohlis, wird seit 2016 als Jugendkirche genutzt.

## Vorgeschichte
Gohlis gehörte bis zur Reformation zur Pfarrei des Augustiner-Chorherrenstifts St. Thomas.
1543/1544 wurde das Augustinerkloster aufgelöst, und es kam zu einer kirchlichen Neuordnung: Gohlis kam nach Wahren und ein Jahr später nach Eutritzsch.
Im Jahr 1723 gab es nachweislich die erste Betstunde für Alte, Kranke und Kinder im Gemeindehaus in der Dorfstraße (Menckestraße), ermöglicht vom Erb-, Lehn- und Gerichtsherrn Lüder Mencke (1658–1726). 1774 entstand dank der Aufstockung des Schulgebäudes ein Betsaal auf Veranlassung von Johann Gottlob Böhme (1717–1780), dem Vollender des Gohliser Schlösschens.
Der erste ortseigene Friedhof wurde 1851 an der Ecke Möckernsche Straße und Breitenfelder Straße angelegt, ab 1868 folgte ein neuer Friedhof am Viertelsweg.

## Entwicklung
1869 wurde die Kirchgemeinde Gohlis mit der Auspfarrung aus Eutritzsch eigenständig. Seit dem 8. Mai 1870 gab es einen eigenen Kirchenvorstand, am 12. Februar 1871 wurde Woldemar Seydel (1844–1923) der erste Pfarrer.
Am 29. Oktober 1871 war die Grundsteinlegung der Kirche Gohlis. Als Bauplatz wurde ein Platz nahe am historischen Dorfanger an der Menckestraße ausgewählt, am Ende der Gohliser Straße. Entstehen sollte eine dreischiffige, längsrechteckige Kirche mit Chor, Sakristei- und Kapellenanlagen im Osten als Backstein-Verblendbau mit Baukosten von maximal 30.000 Talern.
Zwei Entwürfe standen zur Auswahl. Die Entscheidung fiel für die neogotischen Pläne des Architekten und Kirchenbaumeisters Hugo Altendorff (1843–1933) vor dem Entwurf des Architekten Oskar Mothes. Grund dafür war Altendorffs Entwurf einer eher zurückhaltend gestalteten Dorfkirche.
Die Kirche erhielt Chorfenster von A. Schulze (Leipzig) nach Entwürfen von Ludwig Nieper mit folgenden Motiven: Segnender Christus, Petrus und Paulus sowie die vier Evangelisten. Am 31. Oktober 1873 war die Einweihung des Gotteshauses.
Ab Ostern 1902 hieß auf Beschluss des Kirchenvorstandes das Gotteshaus Friedenskirche, ab 1920 die Gemeinde „Versöhnungskirchgemeinde“. 1955 erfolgte der Einbau neuer Glasfenster, gestaltet von Alfred Brumme (1891–1967).
1977 wurde die Friedenskirche von der kirchlichen Bauverwaltung aufgegeben. Gründe dafür waren der schlechte Bauzustand bei fehlenden Mittel und Möglichkeiten zur Erhaltung. Die Kirchgemeinde bemühte sich, die Kirche trotzdem weiterhin nutzbar zu halten. Zwischen 1990 und 1999 wurden die Bauschäden immer größer, es bestand Einsturzgefahr am Kirchturm, in der Kirche fanden nur noch zu besonderen Anlässen Andachten und Gottesdienste statt.
Im März 1999 wurde der Verein Friedenskirche Leipzig e. V. gegründet, dessen Mitglieder organisierten regelmäßig Konzerte, Aufführungen, Foren und Ausstellungen im Kirchenraum und bemühten sich um die Erhaltung der Kirche. Ab 2000 begann die schrittweise Instandsetzung des Gotteshauses, am 2. Dezember 2000 wurde die Turmbekrönung mit neuem goldenem Kreuz und Kugel aufgesetzt.

## Architektur

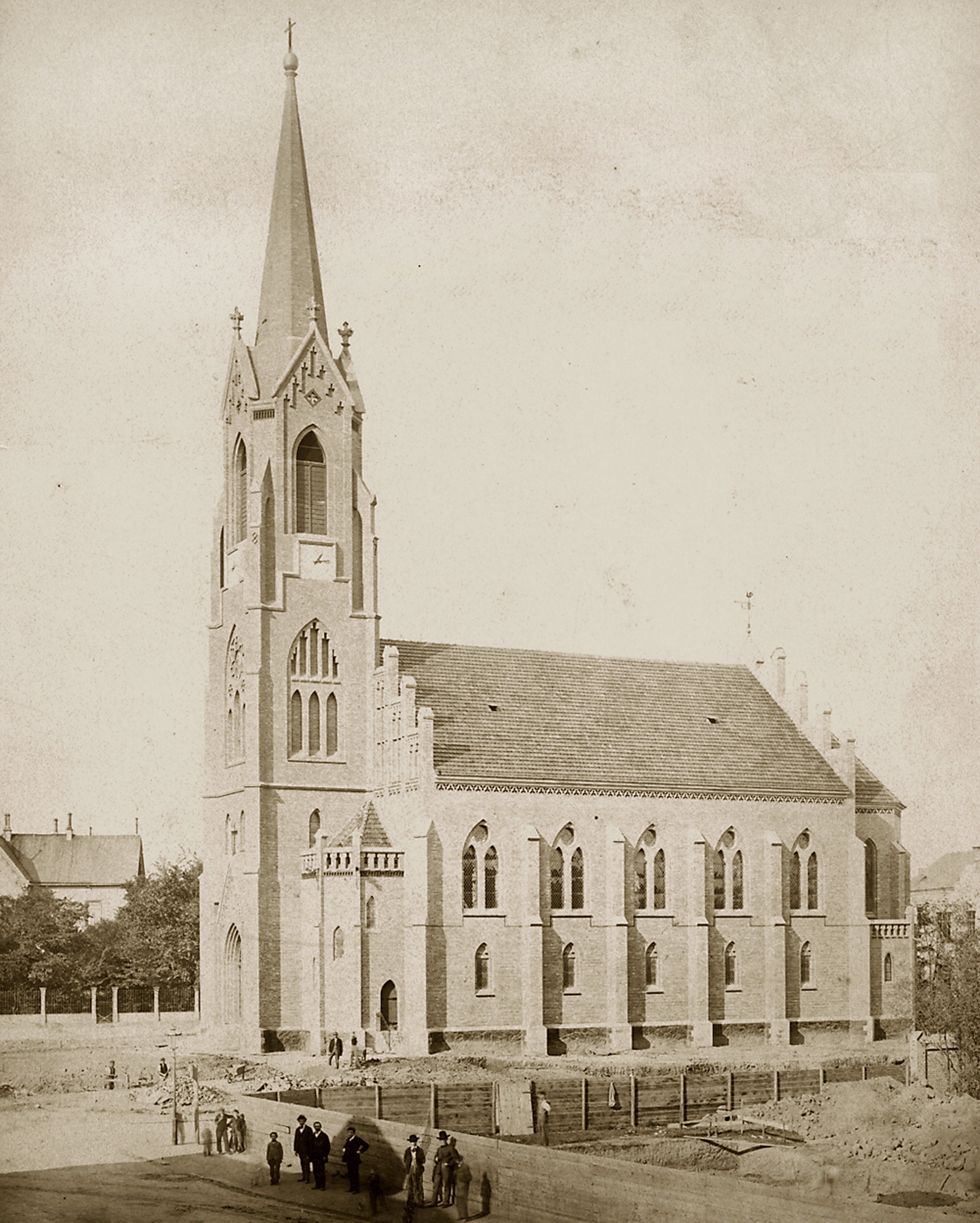
Die Friedenskirche im Jahr 1873 kurz vor ihrer Einweihung

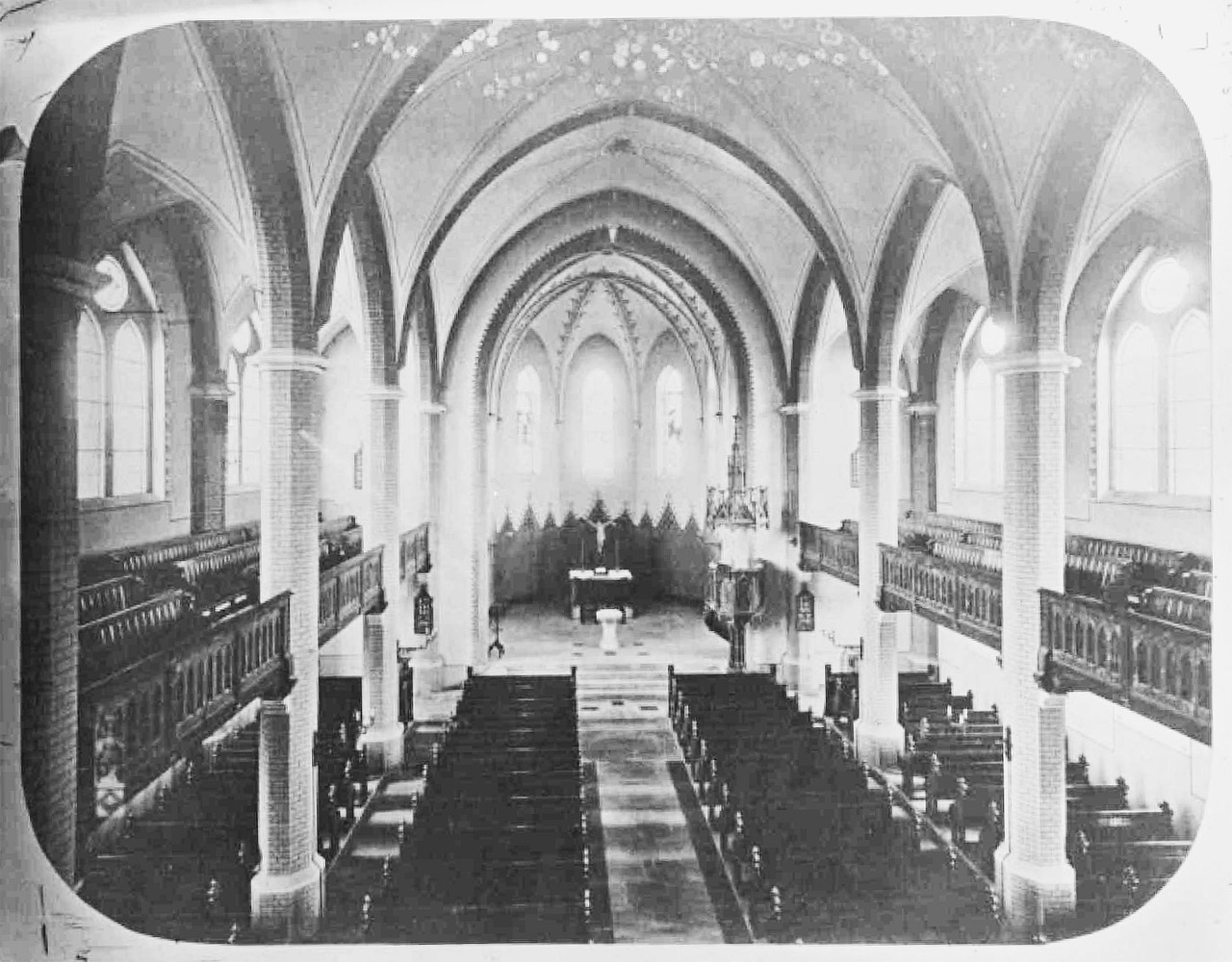
Innenansicht 1873

Die Friedenskirche ist eine neugotische Emporenhalle, äußerlich aus Sichtbackstein. 
Sie ist ein Zeugnis für Altendorffs eher puristische Auffassung zur Gestaltung evangelischer Kirchenbauten in enger Anlehnung an die liturgischen Vorgaben des Eisenacher Regulativs. 

### Turm
Eine Besonderheit an diesem Bauwerk ist, dass auch die gesamte oktogonale Turmspitze als Ziegelrohbau aus frei gemauerten gelblich-braunen Formziegeln der „Actien-Ziegelbrennerei zu Greppin“ bei Bitterfeld ausgeführt wurde.
Diese gemauerte Turmspitze mit schlichtem vergoldetem Kreuz als höchstem Punkt ist bis heute ein markantes Erkennungszeichen. Sie wurde in jüngerer Vergangenheit detailgenau mit nach historischem Vorbild gefertigten Formsteinen restauriert. Auch erfolgte die Dachneueindeckung unter Verwendung von Ziegeln nach Muster der bauzeitlichen Dachsteine.

## Orgel
1874 erfolgte der Einbau der Orgel von Richard Kreutzbach aus Borna, es war laut Firmenschild Opus 274. 1906 baute Wilhelm Rühlmann aus Zörbig die Orgel umfangreich auf pneumatisch traktierte Taschenladen um und schuf einen neuen Spieltisch. 1934 erfolgte eine Umdisponierung von Gebr. Jehmlich, Dresden. 1943/44 wurde aufgrund von Bombenschäden am Kirchendach auch die Orgel beschädigt, sie wurde 1947 wieder spielbar gemacht.
1954 kam es bei Bauarbeiten in der Kirche zur Verschmutzung der Orgel, die Schäden verursachte; es folgten um 1955 folgende Reparatur und klangliche Änderung von Gebr. Jehmlich (H. Lahmann): 5 neue Register (darunter Terz 1 3⁄5′), neue Kerne für viele Register, Winddruck erniedrigt sowie folgende Umdisponierung: Gambe 8′ zu Quintade 8′, Octavbaß 8′ zu Baßflöte 8′. Die heutige Disposition lautet wie folgt:
| I Manual C–f3 |            |        |
| 1.            | Bordun     | 16′    |
| 2.            | Prinzipal  | 8′     |
| 3.            | Rohrflöte  | 8′     |
| 4.            | Quintade   | 8′     |
| 5.            | Oktave     | 4′     |
| 6.            | Gedackt    | 4′     |
| 7.            | Quinte     | 2 ⁄3′  |
| 8.            | Blockflöte | 2′     |
| 9.            | Schwiegel  | 2′     |
| 10.           | Terz       | 1 3⁄5′ |
| 11.           | Mixtur III |        |
| 12.           | Trompete   | 8′     |

| II Manual C–f3 |                |       |
| 13.            | Prinzipal      | 8′    |
| 14.            | Gedackt        | 8′    |
| 15.            | Rohrflöte      | 4′    |
| 16.            | Nassat         | 2 ⁄3′ |
| 17.            | Oktave         | 2′    |
| 18.            | Sifflöte       | 1′    |
| 19.            | Sesquialter II |       |

| Pedal C–c1 |           |     |
| 20.        | Subbaß    | 16′ |
| 21.        | Baßflöte  | 8′  |
| 22.        | Choralbaß | 4′  |
| 23.        | Nachthorn | 2′  |
| 24.        | Posaune   | 16′ |

- Koppeln: II/I, I/P
- Nebenregister: Schweller, Zimbelstern
- Spielhilfen: Walze (abgestellt); zwei feste Kombinationen, eine freie Kombination

Seit dem Jahr 2022 besitzt die Kirche zusätzlich eine Truhenorgel des Heidelberger Orgelbauers Johannes Kircher mit 4½ Registern.

## Geläut
Die Friedenskirche hat folgendes Glockengeläut aus Bronze-Kirchenglocken mit dem Läutemotiv „Pater Noster“ (= diatonische Tonfolge aus drei Ganztönen):
- Kleine Glocke von 1922, Ton h, mit Inschrift 1 Lasset die Kindlein zu mir kommen (Markus 10,14) und Inschrift 2 Mit der Freude Feierklange begrüßt sie das geliebte Kind auf seines Lebens erstem Gange (Schiller)
- Mittlere Glocke von 1951, Ton a, mit Inschrift Selig sind, die Gottes Wort hören und bewahren (Lukas 11,28)
- Große Glocke (Friedensglocke) von 2016, Ton g, mit Inschrift Es gibt keinen Weg zum Frieden, denn Frieden ist der Weg; der Glockenmantel wurde von der Künstlerin Maria Ondrej aus Machern gestaltet[5]

## Gegenwart
Die Friedenskirche wird seit 2016 unter dem Namen Paxkirche als Jugendkirche genutzt.

## Kirchgemeinde
Seit 1999 ist die Friedenskirchgemeinde mit der Michaeliskirchgemeinde vereinigt, diese Kirchgemeinde hat mehr als 3.800 Mitglieder. Mit der Evangelisch-Lutherischen Sophienkirchgemeinde besteht ein Schwesternkirchverhältnis seit dem 1. Januar 2020.

## Geistliche der Kirchgemeinde
Die Internetseite pfarrerbuch.de listet für die Kirche mehrere Pfarrer-Stellen und einen Hilfsgeistlichen auf.
1. Pfarrer
- 1871: Karl Alexander Woldemar Seydel
- 1893: Max Albert Schreiber
- 1913: Gottfried Naumann
- 1916: *Paul Walter Krüger
- 1942: Paul *Martin Haase
- 1961: Christoph-Michael Haufe
- 1965: Friedrich Kölbel
- 1973: Helmut Tschoerner
- 1991: Antje Hinze[11]

## Varia

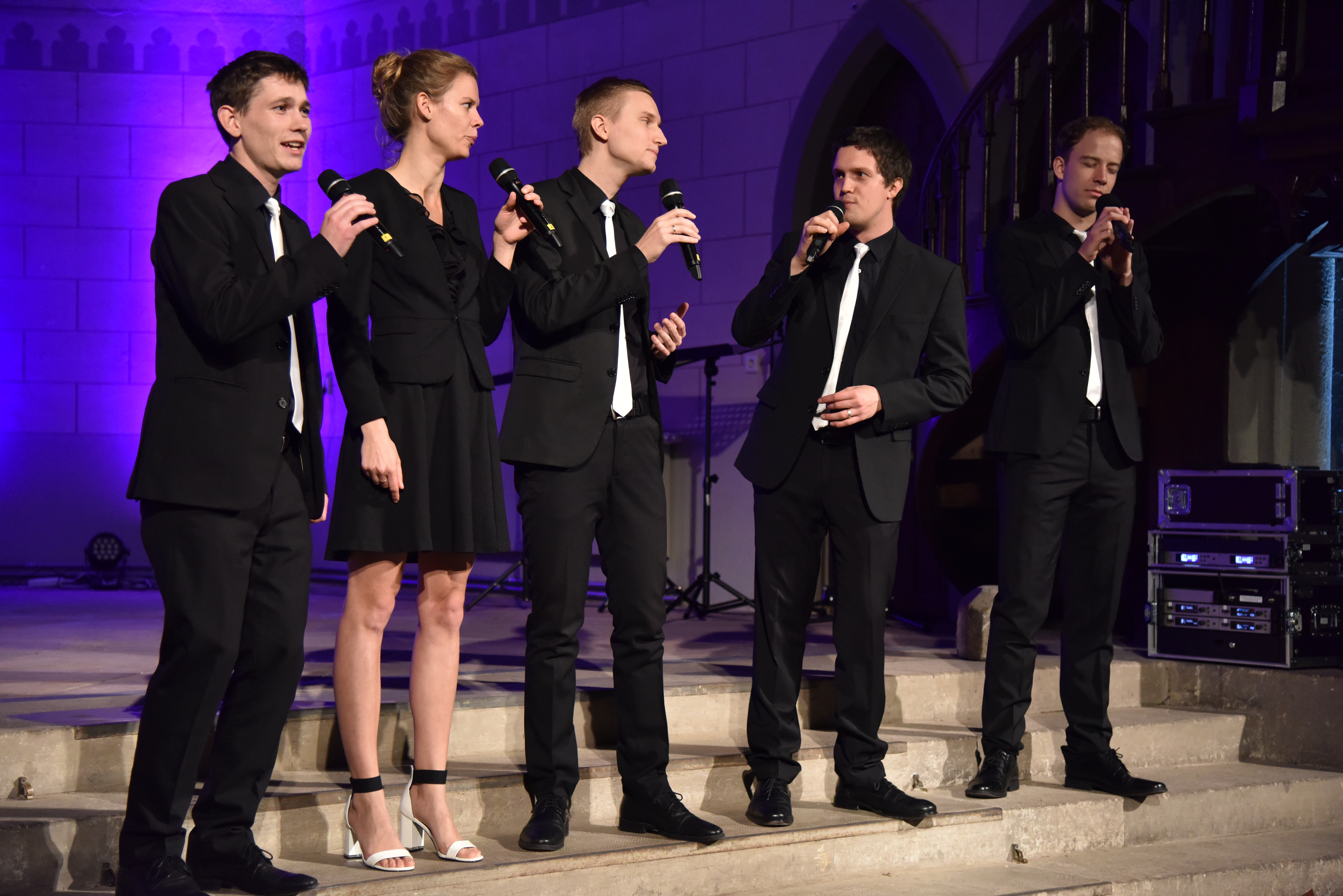
Fimmadur am 3. Oktober 2019 in der Paxkirche

- Das Vokal-Ensemble Fimmadur gab am 3. Oktober 2019 sein letztes Konzert in der Paxkirche.
- Friedenskirchen gibt es in einigen europäischen Städten, kunsthistorisch herausragend sind Schlesische Friedenskirchen (Weltkulturerbe).